# Canon de 80 modèle 1877
Die Canon de 80 modèle 1877 de Bange war eine Kanone der französischen Artillerie des 19. Jahrhunderts. Das Rohr war aus Stahl mit Zügen und Feldern und einem Verschluss vom System de Bange ausgestattet. Als Geschütz mittleren Kalibers war sie zum Einsatz gegen nur leicht oder ungeschützte Objekte und gegen menschliche Ziele vorgesehen.
Entwickler war Charles Valérand Ragon de Bange, ein Polytechniker, Colonel der Artillerie und Direktor des „Atelier-de-précision“ des „Dépôt central“ in Paris.
Es existierten Ausführungen als Feldgeschütz auf Kastenholm-Feldgeschützlafette, Belagerungs/Festungsgeschütze auf eiserner Rahmenlafette mit externer, hydraulischer Rücklaufbremse, sowie Gebirgsgeschütze auf einer verkleinerten Feldgeschützlafette und einer verlängerbaren Gebirgslafette.
Sie ersetzte die Kanonen Canon Reffye de 85 mm sowie die Canon Lahitolle de 95 mm (von 1875).
Verwendung fanden die Kanonen in den Kolonialkriegen und hauptsächlich noch im Ersten Weltkrieg, da der enorme Bedarf an Geschützmaterial dazu zwang, auch dieses relativ alte Muster verstärkt zu nutzen und an allen Fronten einzusetzen.
Bei Kriegsbeginn 1914 waren noch 778 Stück (davon 78 Gebirgsgeschütze) im Bestand. Feld, Festungs- und Belagerungsgeschütze wurden der Fußartillerie zugewiesen. Bei der Feldartillerie waren die Feldgeschütze bereits in den Jahren 1900 bis 1906 durch die Nachfolgemodell Canon de 75 mm modèle 1897, bei der Gebirgsartillerie durch die Canon de montagne de 65mm modèle 1906 ersetzt worden.
Es wurde keine Patronenmunition verwendet, d. h. Granate und die Treibladung in Pulversäckchen wurden getrennt geladen.
Die Kanone hatte als erste einen gasdichten Schraubenverschluss, ein System das bis heute verwendet wird. Der Verschluss erlaubte einen ungleich besseren Einsatz als es bis dahin möglich gewesen war. Die bisherigen Systeme krankten daran, dass aus dem Verschluss Gase und Flammen austraten, was nicht nur die Kanoniere gefährdete, sondern auch zu einem unbefriedigenden Leistungsverlust führte. Durch den fehlenden Rohrrücklauf und das dadurch notwendige neue Einrichten nach jedem Schuss war jedoch ein wirksames Schnellfeuer nicht möglich. Dieses Manko konnte erst mit der Einführung der Canon de 75 mle 1897 behoben werden.
Feld- und Gebirgsgeschütze waren mit den üblichen Holzrädern mit Eisenreifen ausgestattet. Für die Festungsgeschütze standen die Räder “mle 95” und solche vom System “Arbel” zur Verfügung.
Die Räder “mle 95” waren einfacher in der Herstellung, da sie nur aus der Nabe, einem Eisenreifen und Speichen aus Flacheisen bestanden. Die qualitativ hochwertigeren Räder “Arbel” waren aus einem Stück Gusseisen, auf den äußeren Ring war eine Lage Holz aufgefüttert und diese nochmals mit einem Eisenreifen umgeben. Die bessere Qualität musste mit einem um 108 kg höheren Gewicht erkauft werden.

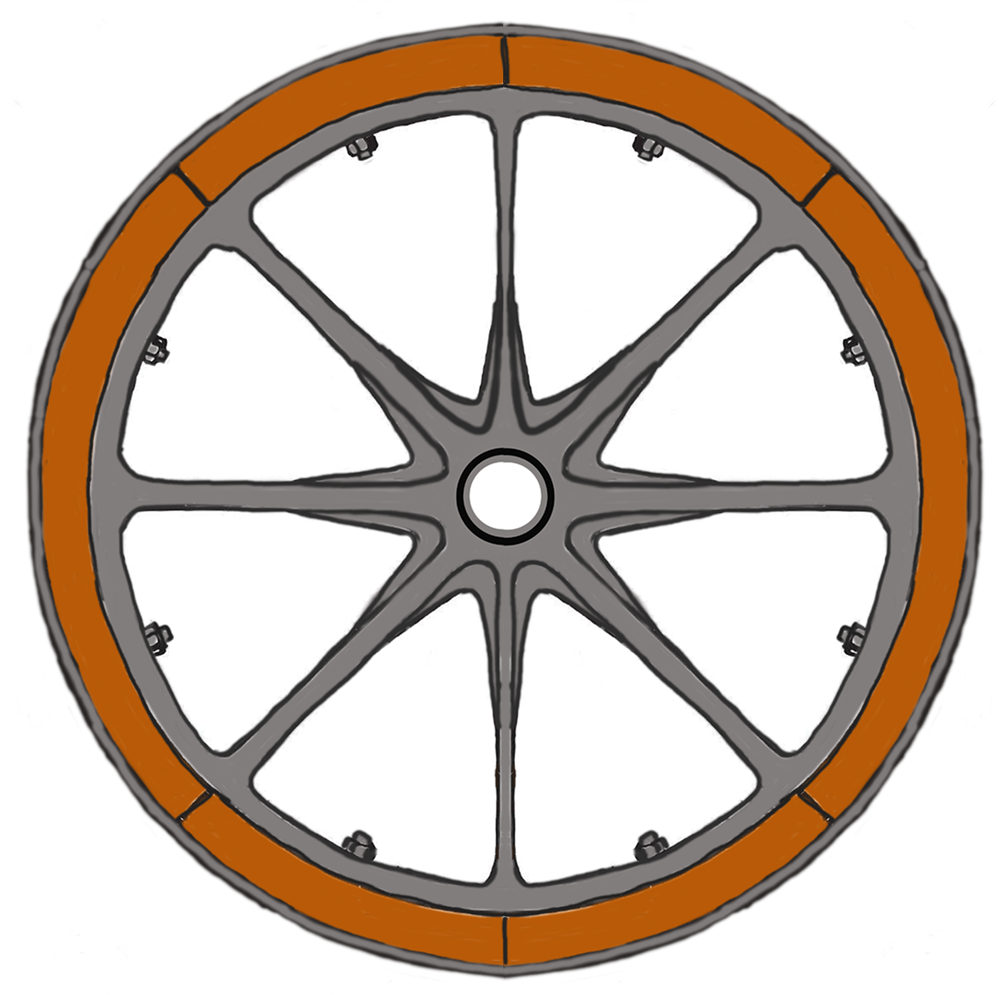
Lafettenrad System Arbel

## Feldgeschütz, Belagerungs/Festungsgeschütz

### Weitere technische Angaben
- Gewichte:

Gesamtgewicht Feldgeschütz: 960 kg
Gesamtgewicht Festungs/Belagerungsgeschütz: 1548 kg
Gesamtgewicht Festungs/Belagerungsgeschütz mit Rädern System Arbel: 1656 kg
- Lafetten:

Feldgeschützlafette Mle 1878
Belagerungs und Festungslafette Mle 1880
- Maximale Schussweite

7100 m (Feldgeschütz)
7700 m (Festungsgeschütz)
- Richtbereiche:

Höhenrichtbereich:  −5° bis + 26° (Feldgeschütz), −10° bis +40° (Belagerungs/Festungsgeschütz)
Seitenrichtbereich in der Lafette: 78° (Feldgeschütz), 81° (Belagerungs/Festungsgeschütz)
- Rücklaufbremse: Mle 1883 – Hydraulisch für die Belagerungs/Festungslafette befestigt auf der Geschützplattform
- Rohrart: Mantelring
- Zündung: Reibungszündung
- Schildzapfen: Durchmesser: 104 mm
- Notwendige Deckenhöhe beim Einsatz in einer Kasematte: 1,85 m (Feldgeschütz), 2,70 m (Festungs/Belagerungsgeschütz)
- Kosten pro Stück: (nur Rohr mit Verschluss) etwa 1800 Goldfranc

## Gebirgsgeschütz
Die Canon de 80 de montagne mle 1877 war die Ausführung des “Modells Canon de Bange de 80” und war als Gebirgsgeschütz konzipiert. Es existierten zwei unterschiedliche Lafette, eine einteilige und eine verkürzte zweiteilige, die mit einer Verlängerung versehen werden konnte.

Gebirgsgeschütze
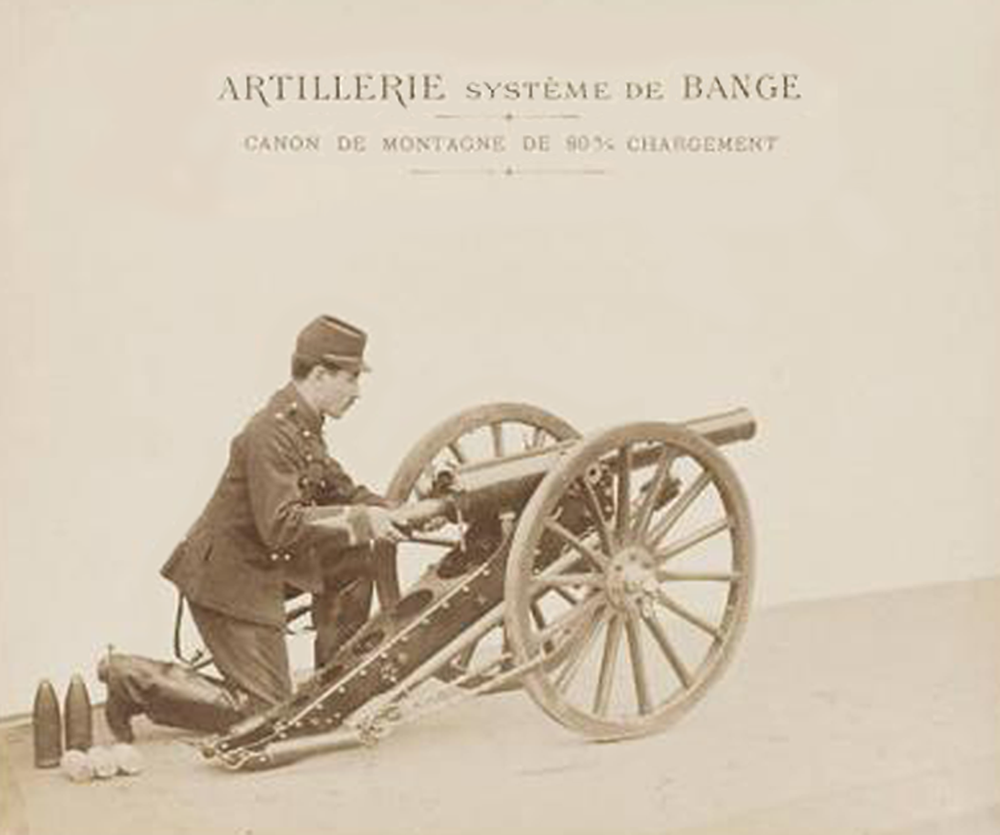
80-mm-Gebirgsgeschütz System de Bangne mit einteiliger Lafette. Man kann deutlich die geteilte Munition erkennen.
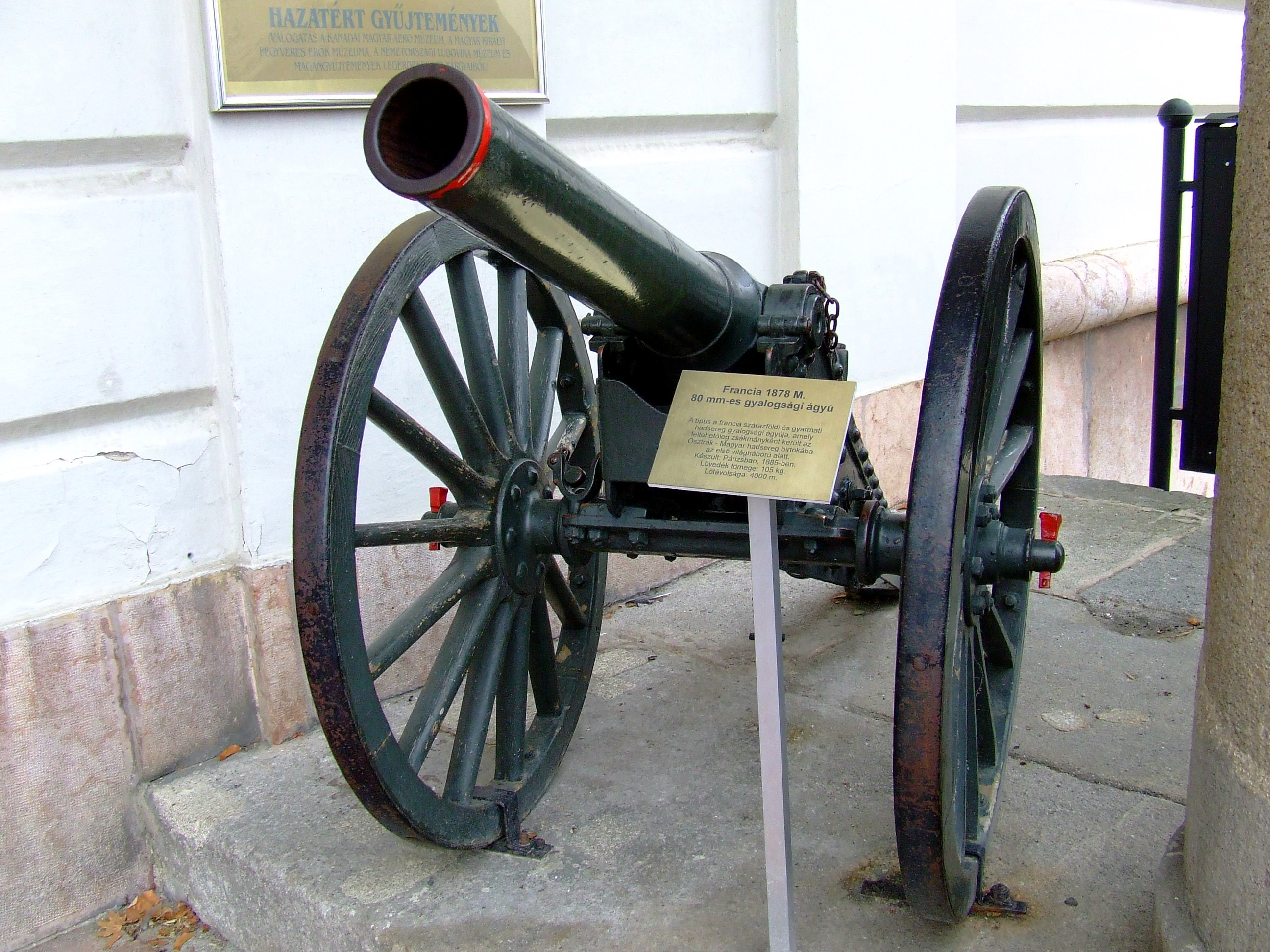
Canon de Bange de 80 mm auf Gebirgslafette im Militärmuseum in Budapest.

### Technische Angaben Gebirgsgeschütz
- Militärische Bezeichnung: Canon de 80 de montagne modèle 1877
- Hersteller: Manufactures de Puteaux
- Gewichte:

Gewicht Rohr: 105 kg
Gesamtgewicht: 270 kg
Gesamtgewicht mit Lafettenverlängerung: 317 kg
- Kaliber: 80 mm
- Kaliberlänge: L/15
- Rohrlänge: 1,2 m
- Munitionszufuhr: manuell
- Maximale Schussweite:

mit Lafettenverlängerung 3635 m
ohne Lafettenverlängerung 4251 m (wegen der dadurch möglichen größeren Rohrerhöhung)
- Kadenz: 1,5 bis 2 Schuss/min
- Feuerarten: Einzelfeuer
- Zündung: Reibungszündung
- Mündungsgeschwindigkeit_V0: 257 m/s
- Richtbereiche:

Höhenrichtbereich mit Lafettenverlängerung: −12° bis +23°
Höhenrichtbereich ohne Lafettenverlängerung: −2° bis +33°
Seitenrichtbereich: 0°
- Züge: 24
- Drall: 7° rechtsdrehend
- Ladeprinzip: Hinterlader mit Drehkurbelverschluss System Bange
- Lafette: Gebirgslafette Mle 1878
- Rohrart: Mantelring
- Schildzapfendurchmesser: 68 mm
- Notwendige Deckenhöhe beim Einsatz in einer Kasematte: 1,85 m
- Kosten pro Stück: (nur Rohr mit Verschluss) etwa 3400 Goldfranc

## Munitionssorten
- Treibladung (Gargousse) im Stoffbeutel (Serge oder Asbestleinwand)

1,5 kg C1 (Feld/Festungsgeschütz)
0,4 kg C1 (Gebirgsgeschütz)
- Sprenggranate (Obus ordinaire)

Material: Gusseisen
Gewicht: 5,6 kg
Sprengladung: 0,24 kg Pulver MC 30 oder 0,25 kg Melinit
Zünder: Aufschlagzünder System “Budin” SM 25 m/m
- Kartätsche (Boite à mitraille)

Gewicht: 5,55 kg
Füllung: 85 Kugeln aus gehärtetem Blei zu je 44 g
- Schrapnell (Obus à balles)

Gewicht: 5,97 kg
Sprengladung: 0,15 kg Pulver MC 30
Füllung: 93 Bleikugeln in 9 Behältern, je Kugel zu 16,9 g
Zünder: Doppelzünder C oder SM 25 m/m
- Kartätschgranate (Obus à mitraille)

Gewicht: 6,3 kg
Sprengladung: 0,08 kg
Füllung: 160 Kugeln zu je 15 g aus gehärtetem Blei in 7 Ringen aus Gusseisen mit je sechs Sollbruchstellen
Zünder: Doppelzünder 30/38 mle 1884
- Brandgranaten (Projectiles incendiaires)

Füllung: 4 Brandbehälter
Sprengladung: 0,115 kg Pulver C1

## Weitere Geschütze mit dem Verschluss des Systems de Bange
- Canon de 90 mm modèle 1877: 90-mm-Feldgeschütz (1878);
- Canon de 120 mm L modèle 1878: 120-mm-Belagerungsgeschütz;
- Canon de 155 mm L modèle 1877
- Mortier de Bange de 220: 220-mm-Belagerungsgeschütz (1880);
- Canon de Bange de 240: 240-mm-Küsten- und Belagerungsgeschütz (1884);
- Mortier de 270 modèle 1885: 240-mm-Küsten- und Belagerungsgeschütz
- Mortier de 270 modèle 1889: 240-mm-Küsten- und Belagerungsgeschütz